# Paravaejovis waeringi
Espèce
Synonymes
- Vaejovis waeringi Williams, 1970
- Hoffmannius waeringi (Williams, 1970)
- Vaejovis coloradensis Williams, 1970

Paravaejovis waeringi est une espèce de scorpions de la famille des Vaejovidae.

## Distribution
Cette espèce se rencontre au Mexique en Basse-Californie et aux États-Unis dans le Sud de la Californie.

## Description
Le mâle holotype mesure 46,0 mm et la femelle paratype 54,0 mm.

## Systématique et taxinomie
Cette espèce a été décrite sous le protonyme Vaejovis waeringi par Williams en 1970. Elle est placée dans le genre Hoffmannius par Soleglad et Fet en 2008 puis dans le genre Paravaejovis par González Santillán et Prendini en 2013.

## Étymologie
Cette espèce est nommée en l'honneur d'Erik Norman Kjellesvig-Waering.

## Publication originale
- Williams, 1970 : « New scorpions belonging to the Eusthenura group of Vejovis from Baja California, Mexico (Scorpionida, Vejoviae). » Proceedings of the California Academy of Sciences, sér. 4, vol. 37, p. 395-418 (texte intégral).